# شهرستان دیکسمویید
شهرستان دیکسمویید (به فرانسوی: Diksmuide) در استان فلاندری غربی  در منطقه فلاندری در کشور بلژیک واقع شده‌است.